# Rhyncholaelia
Rhyncholaelia é um género botânico pertencente à família das orquídeas (Orchidaceae).